# Golden Globe 2018
La 75ª edizione della cerimonia di premiazione dei Golden Globe ha avuto luogo il 7 gennaio 2018 al Beverly Hilton Hotel di Beverly Hills, California ed è stata trasmessa in diretta dalla rete statunitense NBC. A condurre quest'edizione è stato per la prima volta il comico e conduttore televisivo Seth Meyers.
Le candidature sono state annunciate l'11 dicembre 2017, alle ore 5:15 (orario di Los Angeles, le 14:15 italiane), presentate da Sharon Stone, Garrett Hedlund, Alfre Woodard e Kristen Bell, insieme alla Golden Globe Ambassador Simone Garcia Johnson, alla presidentessa della Hollywood Foreign Press Association Meher Tatna e al produttore Barry Adelman.

## Premi per il cinema
Vengono di seguito indicati in grassetto i vincitori. Ove ricorrente e disponibile, viene indicato il titolo in lingua italiana e quello in lingua originale tra parentesi.

### Miglior film drammatico
- Tre manifesti a Ebbing, Missouri (Three Billboards Outside Ebbing, Missouri), regia di Martin McDonagh
- Chiamami col tuo nome (Call Me by Your Name), regia di Luca Guadagnino
- Dunkirk, regia di Christopher Nolan
- La forma dell'acqua - The Shape of Water (The Shape of Water), regia di Guillermo del Toro
- The Post, regia di Steven Spielberg

### Miglior film commedia o musicale
- Lady Bird, regia di Greta Gerwig
- The Disaster Artist, regia di James Franco
- The Greatest Showman, regia di Michael Gracey
- Scappa - Get Out (Get Out), regia di Jordan Peele
- Tonya (I, Tonya), regia di Craig Gillespie

### Miglior regista
- Guillermo del Toro – La forma dell'acqua - The Shape of Water (The Shape of Water)
- Martin McDonagh – Tre manifesti a Ebbing, Missouri (Three Billboards Outside Ebbing, Missouri)
- Christopher Nolan – Dunkirk
- Ridley Scott – Tutti i soldi del mondo (All the Money in the World)
- Steven Spielberg – The Post

### Migliore attrice in un film drammatico
- Frances McDormand – Tre manifesti a Ebbing, Missouri (Three Billboards Outside Ebbing, Missouri)
- Jessica Chastain – Molly's Game
- Sally Hawkins – La forma dell'acqua - The Shape of Water (The Shape of Water)
- Meryl Streep – The Post
- Michelle Williams – Tutti i soldi del mondo (All the Money in the World)

### Migliore attore in un film drammatico
- Gary Oldman – L'ora più buia (Darkest Hour)
- Timothée Chalamet – Chiamami col tuo nome (Call Me by Your Name)
- Daniel Day-Lewis – Il filo nascosto (Phantom Thread)
- Tom Hanks – The Post
- Denzel Washington – End of Justice - Nessuno è innocente (Roman J. Israel, Esq.)

### Migliore attrice in un film commedia o musicale
- Saoirse Ronan – Lady Bird
- Judi Dench – Vittoria e Abdul (Vittoria & Abdul)
- Helen Mirren – Ella & John - The Leisure Seeker (The Leisure Seeker)
- Margot Robbie – Tonya (I, Tonya)
- Emma Stone – La battaglia dei sessi (Battle of the Sexes)

### Migliore attore in un film commedia o musicale
- James Franco – The Disaster Artist
- Steve Carell – La battaglia dei sessi (Battle of the Sexes)
- Ansel Elgort – Baby Driver - Il genio della fuga (Baby Driver)
- Hugh Jackman – The Greatest Showman
- Daniel Kaluuya – Scappa - Get Out (Get Out)

### Miglior film d'animazione
- Coco, regia di Lee Unkrich e Adrian Molina
- Baby Boss (The Boss Baby), regia di Tom McGrath
- I racconti di Parvana - The Breadwinner (The Breadwinner), regia di Nora Twomey
- Ferdinand, regia di Carlos Saldanha
- Loving Vincent, regia di Dorota Kobiela e Hugh Welchman

### Miglior film straniero
- Oltre la notte (Aus dem Nichts), regia di Fatih Akın • Germania
- Una donna fantastica (Una mujer fantástica), regia di Sebastián Lelio • Cile
- Loveless, regia di Andrej Petrovič Zvjagincev • Russia
- Per primo hanno ucciso mio padre (First They Killed My Father), regia di Angelina Jolie • Cambogia
- The Square, regia di Ruben Östlund • Svezia

### Migliore attrice non protagonista
- Allison Janney – Tonya (I, Tonya)
- Mary J. Blige – Mudbound
- Hong Chau – Downsizing - Vivere alla grande (Downsizing)
- Laurie Metcalf – Lady Bird
- Octavia Spencer – La forma dell'acqua - The Shape of Water (The Shape of Water)

### Migliore attore non protagonista
- Sam Rockwell – Tre manifesti a Ebbing, Missouri (Three Billboards Outside Ebbing, Missouri)
- Willem Dafoe – Un sogno chiamato Florida (The Florida Project)
- Armie Hammer – Chiamami col tuo nome (Call Me by Your Name)
- Richard Jenkins – La forma dell'acqua - The Shape of Water (The Shape of Water)
- Christopher Plummer – Tutti i soldi del mondo (All the Money in the World)

### Migliore sceneggiatura
- Martin McDonagh – Tre manifesti a Ebbing, Missouri (Three Billboards Outside Ebbing, Missouri)
- Guillermo del Toro e Vanessa Taylor – La forma dell'acqua - The Shape of Water (The Shape of Water)
- Greta Gerwig – Lady Bird
- Liz Hannah e Josh Singer – The Post
- Aaron Sorkin – Molly's Game

### Migliore colonna sonora originale
- Alexandre Desplat – La forma dell'acqua - The Shape of Water (The Shape of Water)
- Carter Burwell – Tre manifesti a Ebbing, Missouri (Three Billboards Outside Ebbing, Missouri)
- Jonny Greenwood – Il filo nascosto (Phantom Thread)
- John Williams – The Post
- Hans Zimmer – Dunkirk

### Migliore canzone originale
- This Is Me (Pasek and Paul) – The Greatest Showman
- Home (Nick Jonas, Justin Tranter, e Nick Monson) – Ferdinand
- Mighty River (Raphael Saadiq, Mary J. Blige e Taura Stinson) – Mudbound
- Remember Me (Kristen Anderson-Lopez e Robert Lopez) – Coco
- The Star (Mariah Carey e Marc Shaiman) – Gli eroi del Natale (The Star)

## Premi per la televisione
Vengono di seguito indicati in grassetto i vincitori. Ove ricorrente e disponibile, viene indicato il titolo in lingua italiana e quello in lingua originale tra parentesi.

### Miglior serie drammatica
- The Handmaid's Tale
- The Crown
- Stranger Things
- This Is Us
- Il Trono di Spade (Game of Thrones)

### Miglior attrice in una serie drammatica
- Elisabeth Moss – The Handmaid's Tale
- Caitriona Balfe – Outlander
- Claire Foy – The Crown
- Maggie Gyllenhaal – The Deuce - La via del porno (The Deuce)
- Katherine Langford – Tredici (13 Reasons Why)

### Miglior attore in una serie drammatica
- Sterling K. Brown – This Is Us
- Jason Bateman – Ozark
- Freddie Highmore – The Good Doctor
- Bob Odenkirk – Better Call Saul
- Liev Schreiber – Ray Donovan

### Miglior serie commedia o musicale
- La fantastica signora Maisel (The Marvelous Mrs. Maisel)
- Black-ish
- Master of None
- SMILF
- Will & Grace

### Miglior attrice in una serie commedia o musicale
- Rachel Brosnahan – La fantastica signora Maisel (The Marvelous Mrs. Maisel)
- Pamela Adlon – Better Things
- Alison Brie – GLOW
- Issa Rae – Insecure
- Frankie Shaw – SMILF

### Miglior attore in una serie commedia o musicale
- Aziz Ansari – Master of None
- Anthony Anderson – Black-ish
- Kevin Bacon – I Love Dick
- William H. Macy – Shameless
- Eric McCormack – Will & Grace

### Miglior miniserie o film per la televisione
- Big Little Lies - Piccole grandi bugie (Big Little Lies)
- Fargo
- Feud
- The Sinner
- Top of the Lake - Il mistero del lago (Top of the Lake)

### Miglior attrice in una mini-serie o film per la televisione
- Nicole Kidman – Big Little Lies - Piccole grandi bugie (Big Little Lies)
- Jessica Biel – The Sinner
- Jessica Lange – Feud
- Susan Sarandon – Feud
- Reese Witherspoon – Big Little Lies - Piccole grandi bugie (Big Little Lies)

### Miglior attore in una mini-serie o film per la televisione
- Ewan McGregor – Fargo
- Robert De Niro – The Wizard of Lies
- Jude Law – The Young Pope
- Kyle MacLachlan – Twin Peaks
- Geoffrey Rush – Genius

### Migliore attrice non protagonista in una serie, mini-serie o film per la televisione
- Laura Dern – Big Little Lies - Piccole grandi bugie (Big Little Lies)
- Ann Dowd – The Handmaid's Tale
- Chrissy Metz – This Is Us
- Michelle Pfeiffer – The Wizard of Lies
- Shailene Woodley – Big Little Lies - Piccole grandi bugie (Big Little Lies)

### Miglior attore non protagonista in una serie, mini-serie o film per la televisione
- Alexander Skarsgård – Big Little Lies - Piccole grandi bugie (Big Little Lies)
- David Harbour – Stranger Things
- Alfred Molina – Feud
- Christian Slater – Mr. Robot
- David Thewlis – Fargo

## Premi onorari
- Golden Globe alla carriera: Oprah Winfrey[7]

## MovimentoTime's Up
In questa edizione dei Golden Globe, a seguito degli scandali che avevano colpito l'industria cinematografica nei mesi precedenti (come il Caso Harvey Weinstein), è stata protagonista un'iniziativa, promossa dalle attrici partecipanti alla cerimonia, di sfilare sul tappeto rosso vestite di nero, per sostenere le donne vittime di abusi o molestie.
Non tutte le donne che hanno partecipato ai Golden Globe hanno, però, deciso di indossare abiti neri, come per esempio Meher Tatna (vestita di rosso), Barbara Meier (in un abito floreale) e Blanca Blanco (abito di velluto rosso). Meher Tatna, presidentessa della Hollywood Foreign Press Association, ha giustificato la scelta del suo abito come motivazione culturale, in quanto, per le celebrazioni, in India non si ha l'usanza di vestirsi di nero; a sostegno dell'iniziativa, però, indossava la spilla del movimento Time's Up. La modella tedesca Barbara Meier, invece, aveva già annunciato sul suo profilo Instagram che, nonostante ritenesse importante il movimento Time's Up, a suo parere porre dei limiti, degli obblighi, sull'abbigliamento femminile a causa degli uomini sarebbe stato un passo indietro per la libertà di abbigliamento di cui le donne godono. Anche molti uomini hanno aderito all'iniziativa, indossando completi neri e applicandovi la spilla del movimento Time's Up.